# Garabet Ibrăileanu
Garabet Ibrăileanu (Târgu Frumos, 1871 – Bucarest, 1936) è stato uno scrittore rumeno.
Docente all'università di Iaşi, fu influenzato dal socialismo di Constantin Stere e Constantin Dobrogeanu-Gherea, che lo portarono ad inserire auspici di una politica aperta e sociale nelle sue opere.
Di lui si ricordano gli studi Lo spirito critico nella cultura romena (1909), Dopo la guerra: cultura e letteratura (1921), ecc. e il romanzo Adela (1933).